# Heteralonia insularis
Heteralonia insularis är en tvåvingeart som först beskrevs av Ricardo 1903.  Heteralonia insularis ingår i släktet Heteralonia och familjen svävflugor. Inga underarter finns listade i Catalogue of Life.